# Olympique Lyonnais 1978-1979
Questa voce raccoglie le informazioni riguardanti l'Olympique Lyonnais nelle competizioni ufficiali della stagione 1978-1979.

## Stagione
Nonostante l'acuirsi della crisi economica, che costrinse la società a cedere anche Bernard Lacombe (ceduto al Saint-Étienne per 1,6 milioni di franchi), la squadra (prematuramente eliminata dalla Coppa di Francia per mano del Montpellier, allora militante in Division 2) ebbe modo di disputare un campionato di classifica medio-alta, giungendo al termine del campionato a ridosso del piazzamento UEFA con 4 punti di svantaggio sul quarto posto.

## Divisa e sponsor
Con la sottoscrizione del contratto per le forniture tecniche da parte della Pony, la divisa subì alcune modifiche, con l'aggiunta di alcune righe verticali blu sulla maglia. Cambiò inoltre lo sponsor ufficiale della squadra, RTL.
| Manica sinistra · Manica sinistra · Maglietta · Maglietta · Manica destra · Manica destra · Pantaloncini · Calzettoni |

## Rosa
| N. |                       | Ruolo | Calciatore              |
| -- | --------------------- | ----- | ----------------------- |
|    | Francia (bandiera)    | P     | Yves Chauveau           |
|    | Francia (bandiera)    | P     | Gilles De Rocco         |
|    | Jugoslavia (bandiera) | D     | Rajko Aleksić           |
|    | Francia (bandiera)    | D     | Christophe Desbouillons |
|    | Francia (bandiera)    | D     | Guy Garrigues           |
|    | Francia (bandiera)    | D     | Guy Genet               |
|    | Francia (bandiera)    | D     | Jean-François Jodar     |
|    | Francia (bandiera)    | D     | Dominique Marais        |
|    | Francia (bandiera)    | D     | Alain Olio              |
|    | Francia (bandiera)    | D     | Patrick Paillot         |
|    | Francia (bandiera)    | C     | Jean Tigana             |

| N. |                    | Ruolo | Calciatore         |
| -- | ------------------ | ----- | ------------------ |
|    | Francia (bandiera) | C     | Jean-Marc Martinez |
|    | Francia (bandiera) | C     | Gilbert Carrié     |
|    | Francia (bandiera) | C     | Serge Chiesa       |
|    | Francia (bandiera) | C     | Daniel Ravier      |
|    | Francia (bandiera) | A     | Patrick Attar      |
|    | Francia (bandiera) | A     | Jean Gallice       |
|    | Francia (bandiera) | A     | Jean-Marc Valadier |
|    | Francia (bandiera) | A     | Daniel Xuereb      |
|    | Algeria (bandiera) | A     | Karim Maroc        |
|    | Francia (bandiera) | A     | Antoine Ferrigno   |

## Calciomercato

### Sessione estiva(da luglio a settembre)
| Arrivi | Arrivi             | Arrivi      | Arrivi   |
| R.     | Nome               | da          | Modalità |
| ------ | ------------------ | ----------- | -------- |
| P      | Yves Chauveau      | Monaco      |          |
| C      | Gilbert Carrié     | Rouen       |          |
| C      | Jean Tigana        | Tolone      |          |
| A      | Jean-Marc Valadier | Montpellier |          |

| Partenze | Partenze         | Partenze         | Partenze           |
| R.       | Nome             | a                | Modalità           |
| -------- | ---------------- | ---------------- | ------------------ |
| D        | José Broissart   | ritirato         |                    |
| C        | Gyóra Spiegel    | Maccabi Tel Aviv |                    |
| C        | Jean-Paul Bernad | Besançon         |                    |
| C        | Bernard Lacombe  | Saint-Étienne    | 1,6 mln di franchi |
| A        | Didier Russail   | Fontainebleau    |                    |

## Statistiche

### Statistiche di squadra
| Competizione     | Punti | Totale | Totale | Totale | Totale | Totale | Totale | D.R. |
| Competizione     | Punti | G      | V      | N      | P      | Gf     | Gs     | D.R. |
| ---------------- | ----- | ------ | ------ | ------ | ------ | ------ | ------ | ---- |
| Division 1       | 40    | 38     | 15     | 10     | 13     | 53     | 56     | -3   |
| Coppa di Francia | -     | 3      | 1      | 1      | 1      | 4      | 4      | -    |
| Totale           | -     | 41     | 16     | 11     | 14     | 57     | 60     | -    |

### Statistiche dei giocatori
| Giocatore    | Totale | Totale | Totale | Totale |
| Giocatore    | Pres   | Gol    | Am     | Esp    |
| ------------ | ------ | ------ | ------ | ------ |
| Aleksić      | 31     | -      | -      | -      |
| Carrié       | 22     | 4      | -      | -      |
| Chauveau     | 40     | -      | -      | -      |
| Chiesa       | 39     | 11     | -      | -      |
| De Rocco     | 1      | -      | -      | -      |
| Desbouillons | 31     | 1      | -      | -      |
| Ferrigno     | 9      | 1      | -      | -      |
| Gallice      | 37     | 6      | -      | -      |
| Garrigues    | 17     | -      | -      | -      |
| Genet        | 27     | 4      | -      | -      |
| Jodar        | 38     | 1      | -      | -      |
| Marais       | 24     | -      | -      | -      |
| Maroc        | 33     | 8      | -      | -      |
| Martinez     | 7      | 2      | -      | -      |
| Olio         | 28     | 2      | -      | -      |
| Paillot      | 21     | -      | -      | -      |
| Ravier       | 10     | -      | -      | -      |
| Tigana       | 39     | 4      | -      | -      |
| Valadier     | 33     | 6      | -      | -      |
| Xuereb       | 25     | 4      | -      | -      |